# Ingela Alger
Pour les articles homonymes, voir Alger (homonymie).
Ingela Alger est une économiste et directrice de recherche suédoise. Elle dirige ses recherches à l'école d'économie de Toulouse. En 2022, elle reçoit la médaille d'argent du CNRS.

## Biographie
En 1987, Ingela Alger obtient son baccalauréat au Lycée international de Saint-Germain-en-Laye. En 1992, elle décroche un Master of Science en économie à l'école d'économie de Stockholm. En 1997, elle soutient sa thèse de doctorat en économie à l'Université Toulouse-Capitole. Elle effectue ses recherches post doctorales au Boston College entre 1997 et 1998, puis à la London School of Economics entre 1998 et 1999. Elle est professeure adjointe au Boston College de 1999 à 2007 puis à l'Université Carleton de 2007 à 2012.
En 2012, elle entre au CNRS en tant que directrice de recherche à l'école d'économie de Toulouse. Depuis 2021, elle est directrice de l'Institute for Advanced Study de Toulouse.
Elle reçoit la médaille d'argent du CNRS en 2022.
En 2015, elle confirme son engagement pour l'environnement et co-anime, avec ses confrères, Paul Seabright et Etienne Danchin, la conférence : La biologie évolutive peut-elle nous aider à comprendre le rapport de l'espèce humaine à son environnement ?
Ses recherches se situent à mi-chemin entre l'économie et la biologie de l'évolution. Elles portent sur l'évolution sur le long terme des motivations des êtres humains. En particulier, elle s'intéresse aux motivations qui pourraient expliquer les comportements à caractère moral ou à caractère altruiste, ainsi que les comportements au sein des familles.

## Distinctions et récompenses
- 2022 : Médaille d'argent du CNRS[3]
- 2019-2024 : Bourse Advanced Grant du Conseil européen de la recherche pour le projet Human motivation: evolutionary foundations and their implications for economics[6]
- 2013-2017 : Bourse chaire d'excellence de l'Agence nationale de la recherche pour son projet Les motivations des êtres humains: fondements évolutionnaires[7]
- 2011 : Prix de recherche de l'université Carleton[8]